# L'Ombre d'une reine noire
L'Ombre d'une reine noire est un roman de fantasy de l'écrivain Raymond E. Feist publié aux États-Unis en 1994 et en France en 2004. C'est le premier tome de la série La Guerre des serpents.

## Résumé
Cinquante ans après la fin de la guerre de la faille, le jeune Erik, bâtard du baron de la Lande Noire, doit fuir vers la cité de Krondor pour avoir tué son demi-frère, l'héritier. C'est en compagnie de son ami et complice Roo qu'il se lance sur les routes de Midkemia.
Lors de leur cavale, les deux jeunes gens font la rencontre d'une femme mystérieuse nommée Miranda, qui les soigne et les nourrit avant de disparaitre lors de leur sommeil. Ils sont finalement arrêtés et condamnés à mort.
Mais leur pendaison n'est qu'un simulacre et ils sont enrôlés dans un nouveau corps secret de l'armée, les Aigles Cramoisis, qui a pour but de contrer l'invasion de Novindus par les prêtres d'Alma-Lodaka, la valheru mère de la race des hommes serpents. Ce corps est dirigé par Calis, demi-elfe, fils de Tomas et d'Aglaranna. Calis recrute des personnes désespérées qui veulent seulement échapper un peu plus longtemps à la mort.
Après un entrainement de seulement trois semaines au lieu de plusieurs mois, les deux jeunes gens doivent se rendre sur Novindus accompagnés de la compagnie composée d'une trentaine de prisonniers entrainés et de quelques vétérans. Nakor, magicien Isalani, puis d'autres mercenaires vivants sur Novindus rejoignent la troupe.
Sur place, ils intègrent l'armée de la Reine D'Émeraude qui sème le chaos, dans le but d'espionner la Reine et de trouver ses faiblesses. Ayant obtenu les renseignements qu'ils recherchent, la compagnie de Calis prend la fuite et se réfugie dans un tunnel qui mène à une cité jusque là inconnue où vivent les Panthatians. La troupe finit par trouver une sortie vers la surface.
Parallèlement, Miranda recherche Pug et lui demande son aide. Pug et Nakor parviennent tous deux à la conclusion que la Reine d'Émeraude est contrôlée par un artefact d'origine Valheru comme celui qui a transformé Tomas. Par ce biais, les prêtres panthatians pensent pouvoir faire revenir Alma-Lodaka dans leur monde. Nakor affirme que l'artefact en question est la couronne que porte la reine. Il ajoute que la reine en question est Jorna, son ex-femme.
Le livre se termine par la destruction des chantiers navals par les Aigles Cramoisis, ce qui a pour but de retarder la Reine d'Émeraude dans son projet d'invasion du Royaume des Isles. Les survivants de la compagnie décimée embarquent sur un navire pour rentrer à Krondor.